# Sint-Pieterskapel (Vechmaal)
De Sint-Pieterskapel is een kapel in Vechmaal, een deelgemeente van het Belgisch-Limburgse Heers. De kapel is gelegen op een lichte verhoging en wordt omgeven door het kerkhof. Dit kerkhof was oorspronkelijke niet ommuurd. Vroeger lag er een gracht en een aarden wal omheen. Tegenwoordig is de kapel omgeven door een haag. Ze is gelegen aan de Heurnestraat aan een klein pleintje in het gehucht Sint-Pieters-Heurne.
De romaanse kapel is gewijd aan Sint-Pieter.

## Opbouw
Het gebouw heeft de plattegrond van een zaalkerk en bestaat uit een eenbeukig schip met twee traveeën en een koor met een rechte travee en een vlakke koorsluiting. De kapel is opgetrokken in breuksteen (silex) waarin Romeins materiaal verwerkt is (onder andere pannen) die vermoedelijk van een in de buurt gelegen Romeinse villa afkomstig is.
De hoekbanden van mergelsteen stammen waarschijnlijk uit de periode van de heropbouw van het koor. Het koor heeft een plint met een mergelstenen afzaat. Het geheel wordt door zadeldaken gedekt en boven de oostgevel bevindt zich een dakruiter met ingesnoerde naaldspits, alle gedekt met leien. In de oostgevel bevindt zich verder een rondboogportaal met een geprofileerde omlijsting van kalksteen met negblokken en een sluitsteen met datering van 1554. Boven het portaal bevindt zich een mergelstenen roosvenster met vierpasvorm die uit dezelfde periode stamt. In de zijgevels bevinden zich uit 1752 stammende getoogde vensters voorzien van een omlijsting van kalksteen met negblokken in een regelmatig verband en een sluitsteen. In de zuidgevel van de kapel zijn er nog fragmenten bewaard gebleven van een spitsboogvenster met een omlijsting met geprofileerde mergelstenen. Het koor heeft aan beide zeiden de resten van de omlijsting in mergelsteen van de oorspronkelijke rondboogvensters behouden. In de westgevel bevindt zich een gedicht venster onder een mergelstenen latei met bakstenen ontlastingsboog, met in de daarboven aanwezige mergelstenen gevelsteen een datering van 1662.
Het interieur is bepleisterd. De kapel heeft een vlakke zoldering, en heeft beschilderingen en rococo-stucwerk die dateren van 1752. Dit blijkt uit het op de zoldering geschilderde chronogram: IN GLORIAM CEPHAE DECOROB.

## Geschiedenis
Reeds voor het eind van de 13e eeuw moet de romaanse kapel reeds gesticht zijn. Vermoedelijk zijn de stichters de heren van Horne gezien de aanwezigheid van hun grafstenen.
In 1554 bracht men een nieuw portaal aan, waarbij mogelijk toen het roosvenster boven het portaal aangebracht werd en tevens de oorspronkelijke vensters vervangen door vensters van mergelsteen met een gotische profilering.
In 1628 werd er melding gemaakt van een vernield koor en altaar, waarvan de oorzaak onduidelijk is.
Rond 1662 werd het koor heropgebouwd waarnaar de datering in de oostgevel verwijst. Uit deze periode stamt de duidelijke scheiding tussen schip en koor, net als de resten van mergelstenen omlijstingen van de rondboogvensters.
In de 17e eeuw en in 1725 werden er dakwerken uitgevoerd.
In de 18e eeuw werden de vensters vervangen door kalkstenen vensters. Tegelijkertijd is waarschijnlijk het interieur bepleisterd en gedecoreerd. De vensters hebben het chronogram 1752 als datering.
In 1906 werden de dakwerken gerestaureerd.
In 1971-1973 werd de toren hersteld, waarbij een bakstenen portaal van recentere datum werd afgebroken en de toren en het dak hersteld werden.
In 1989-1990 werd de kapel grondig gerestaureerd.

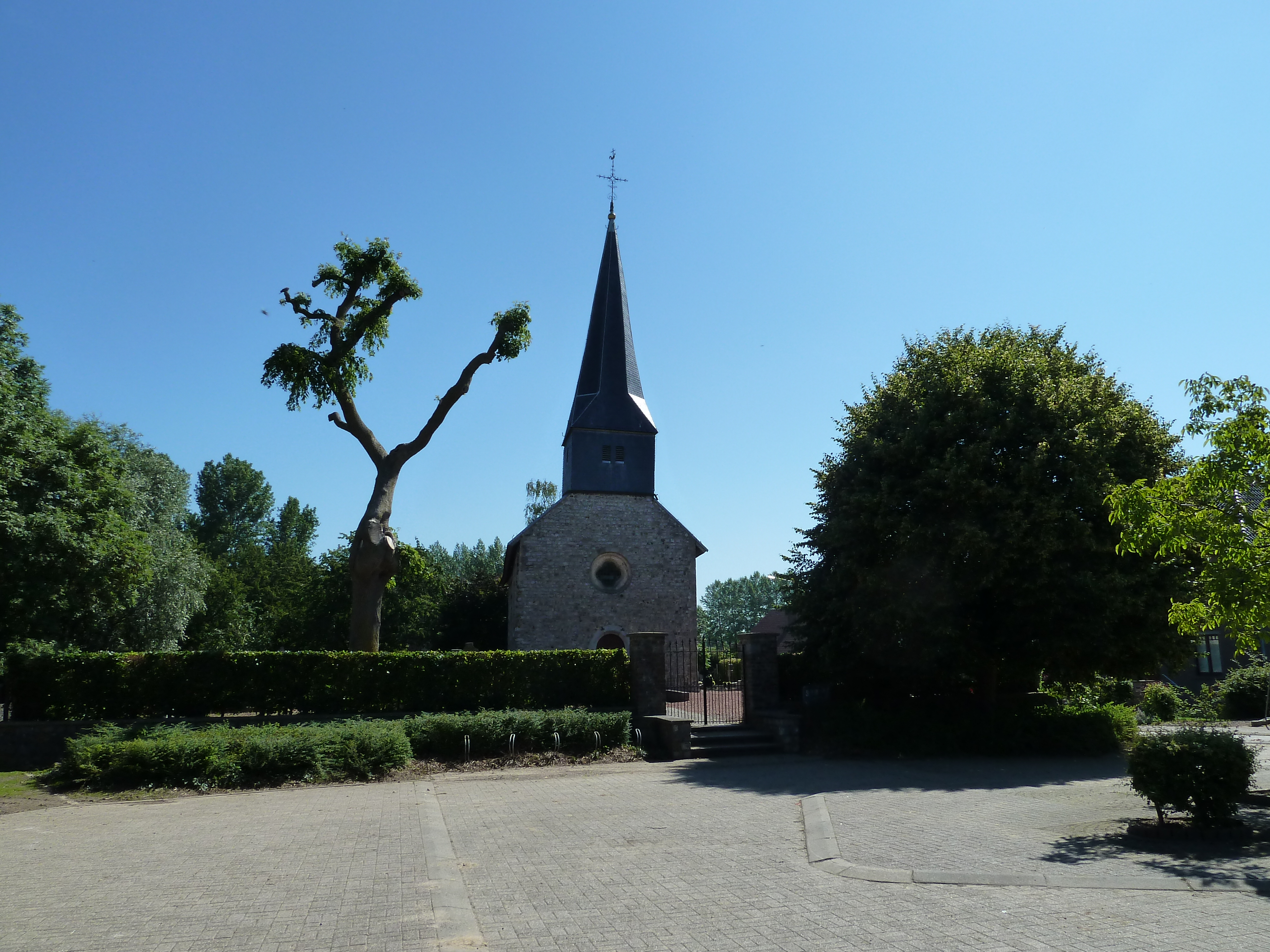
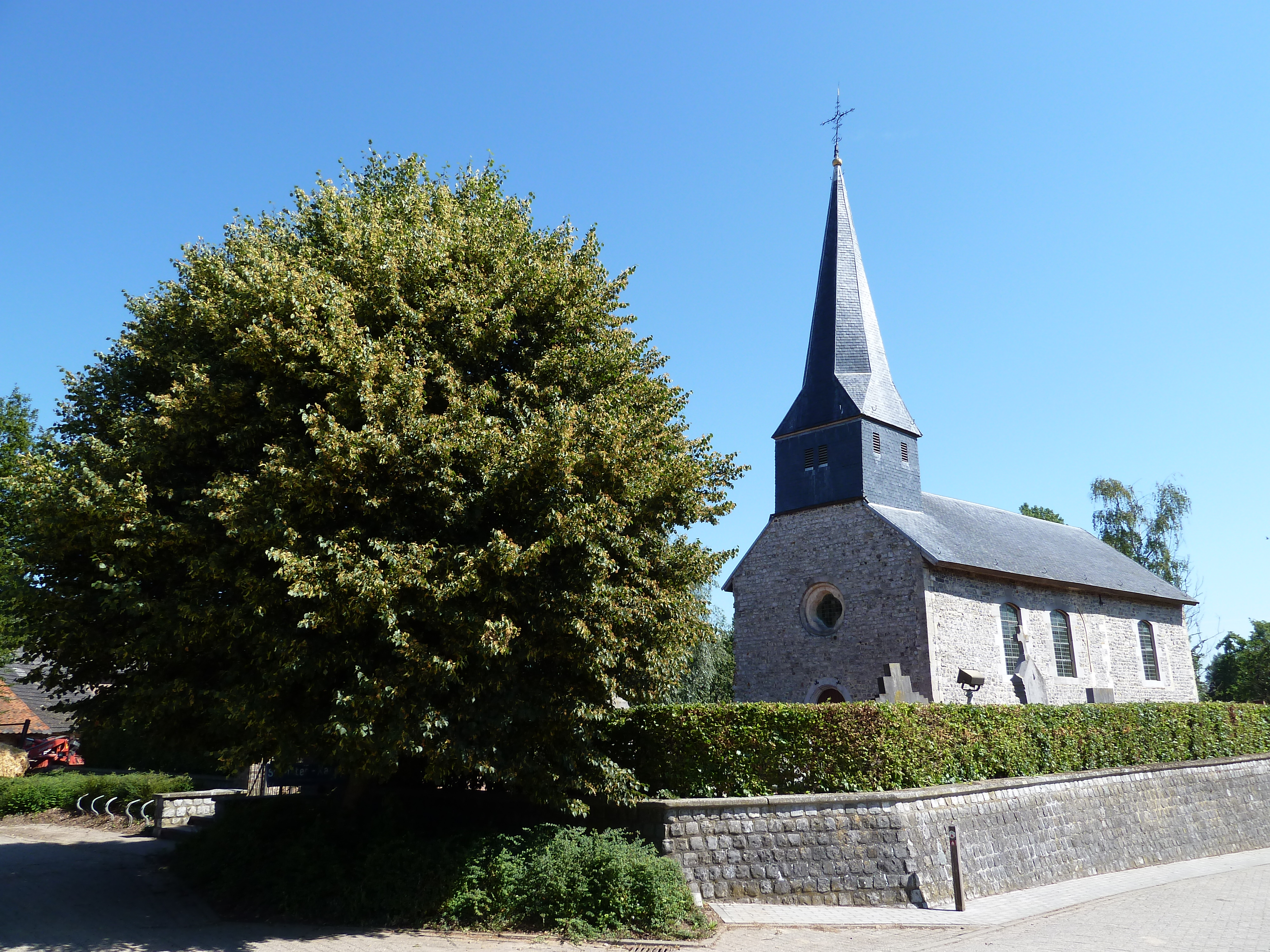